# La testimone del fuoco
La testimone del fuoco (titolo originale Eldvittnet) è un romanzo giallo dello scrittore svedese Lars Kepler, pubblicato in Svezia nel 2011.
Il libro è il terzo della serie con protagonista l'ispettore di origini finniche Joona Linna, della polizia criminale di Stoccolma.
La prima edizione del romanzo è stata pubblicata nell'anno 2012  da Longanesi.

## Trama
Joona Linna si reca a Sundsvall, a nord di Stoccolma, per indagare sulla morte di Miranda, una ragazza di soli quattordici anni che viveva all'interno di una casa di recupero. La stanza in cui dormiva è completamente sporca di sangue, ma nessuna delle ragazze è in grado di dare alcun aiuto, inoltre una di queste ragazze sembra essere scappata dal centro. Durante le indagini il commissario viene contattato da Flora, una sedicente medium che dice di aver assistito a tutta la scena. Dice inoltre di sapere quale sia l'arma del crimine, non ancora trovata. Nessuno della polizia però le crede, in quanto al momento del crimine Flora era distante centinaia di chilometri dall'accaduto.

## Edizioni
- Lars Kepler, La testimone del fuoco, traduzione di Carmen Giorgetti Cima, Longanesi, 2012. ISBN 978-88-304-3296-3.
- Lars Kepler, La testimone del fuoco, traduzione di Carmen Giorgetti Cima, TEA, 2013. ISBN 978-88-502-3152-2.
- Lars Kepler, La testimone del fuoco, traduzione di Carmen Giorgetti Cima, TEA, 2017. ISBN 978-88-502-4777-6.